# Шедевры устного и нематериального культурного наследия

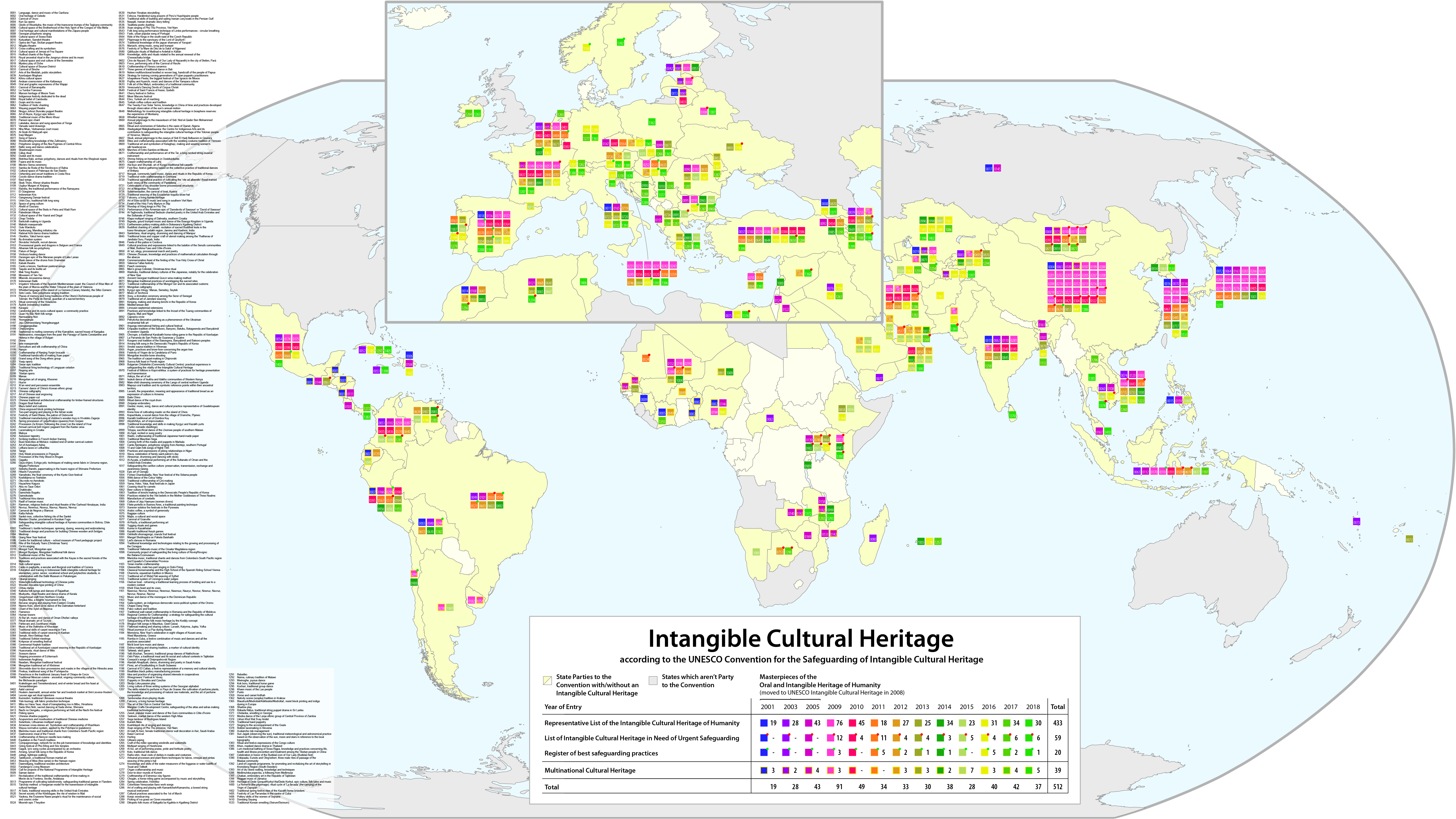
Страны по количеству наименований в списке устного и нематериального культурного наследия ЮНЕСКО

Шедевры устного и нематериального культурного наследия человечества провозглашаются ЮНЕСКО начиная с 2001 года с целью привлечения внимания к нематериальному культурному наследию, стимулированию усилий по охране и сохранению данного наследия. Раз в несколько лет комиссия ЮНЕСКО присуждает нескольким представленным кандидатам статус «шедевров», которые государства обязаны поощрять и охранять.
В 2008 году 90 ранее объявленных шедевров были включены в новый Репрезентативный список нематериального культурного наследия человечества.
Процедура составления списка шедевров устного и нематериального культурного наследия во многом похоже на составление списка всемирного наследия. Перечень признанных ЮНЕСКО шедевров содержится в статье Список нематериального культурного наследия человечества.

## Предыстория
ЮНЕСКО определяет устное и нематериальное наследие как «совокупность творений, основанных на традициях культурного сообщества, выраженных группой или индивидуумами и признанных в качестве выражения представлений общества, так как они отражают его культурную и социальную идентичность». Язык, литература, музыка и танцы, игры и спорт, кулинарные традиции, ритуалы и мифология, знания и обычаи, ноу-хау, связанные с ремеслами и культурным пространством среди многочисленных форм нематериального культурного наследия рассматриваются как хранилище культурного разнообразия и творческого самовыражения, а также как движущая сила живых культур. ЮНЕСКО призывает общины выявлять, документировать, защищать, поощрять и возрождать такое наследие, поскольку оно может быть уязвимым для сил глобализации, социальных преобразований и нетерпимости.

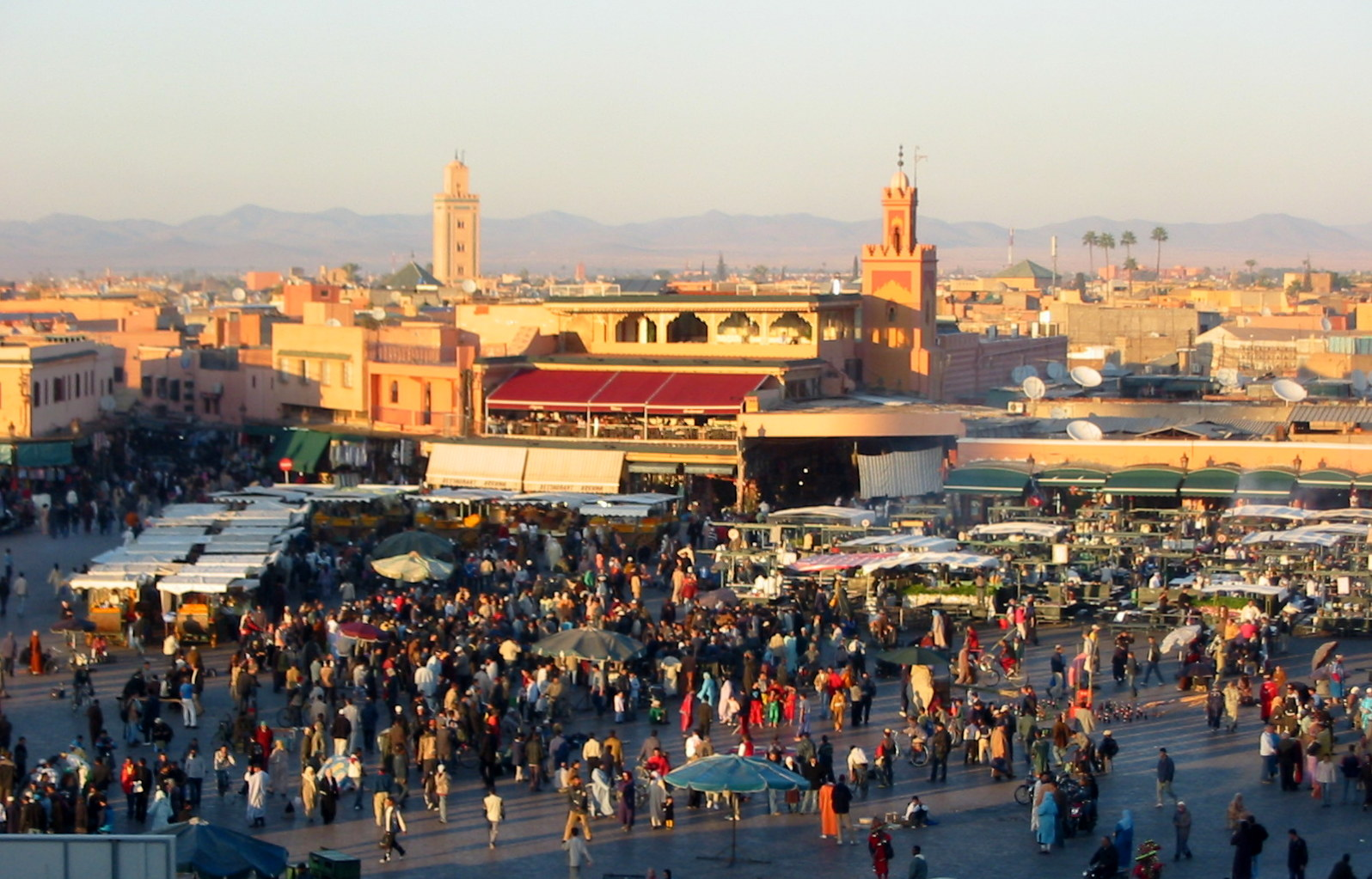
Защита традиционной деятельности граждан на площади Джемаа-эль-Фна в Марокко вдохновила ЮНЕСКО на создание «Шедевров устного и нематериального наследия человечества».

После принятия в ноябре 2001 года Всеобщей декларации о культурном разнообразии, ЮНЕСКО поощряет признание, защиту и охрану нематериального наследия.
С 1972 года ЮНЕСКО проводит программу по защите мирового культурного и природного наследия, известную как «Всемирное наследие». Организация считала, что Список был направлен в основном на защиту и представление материальных, монументальных элементов прошлых культур или природной среды. А шедевры устного и нематериального наследия человечества — это призыв ЮНЕСКО к расширению концепции культурного наследия за счет включения нематериальных аспектов.
Идея проекта пришла к ЮНЕСКО от людей, обеспокоенных дальнейшей судьбой площади Джамаа эль-Фна в Марокко в Марракеше. Площадь известна выступлениями жонглёров, сказителей, рассказывающих берберские легенды и сказки, барабанщиков, музыкантов гнауа, заклинателей змей. Однако ей угрожали планы правительства по экономическому развитию. В борьбе за защиту традиций жители обратились за помощью на международном уровне, с целью признания необходимости защиты таких мест. Кампания ЮНЕСКО направлена на повышение осведомленности о важности устного и нематериального наследия как важнейшего компонента культурного разнообразия.

## Прокламации
Начиная с 2001 года, программа начала выявлять различные формы нематериального наследия по всему миру для охраны посредством Провозглашения. Государствам-членам, присоединившимся к Конвенции ЮНЕСКО, в соответствии с этим законом, разрешается представлять по одному файлу кандидатур в дополнение к многонациональным номинациям нематериального культурного наследия, находящегося на их территории.
Нематериальное наследие разделяется на две категории согласно программе:
1. формы народного и традиционного культурного самовыражения;
2. культурные пространства, то есть места, где сосредоточены и регулярно проводятся культурные и популярные мероприятия (рыночные площади, фестивали и т. д.)

Номинации оцениваются группой экспертов по нематериальному наследию, в том числе специализированными неправительственными организациями (НПО). Далее они рассматриваются жюри, 18 членов которого ранее были отобраны Генеральным директором ЮНЕСКО. Для оценки номинаций был создан набор критериев. Культурные выражения и пространства, предлагаемые для провозглашения, должны:
1. демонстрировать свою выдающуюся ценность;
2. предоставить исчерпывающие доказательства их корней в культурной традиции или культурной истории соответствующего сообщества;
3. подтверждать культурную самобытность соответствующих культурных сообществ;
4. предоставить доказательства превосходства в применении навыков и технических качеств;
5. подтверждать ценность как уникального свидетельства живых культурных традиций;
6. быть подвержены риску деградации или исчезновения.

Кроме того, кандидаты должны отвечать идеалам ЮНЕСКО, в частности, Всеобщей декларации прав человека. Предложения о выдвижении кандидатур должны свидетельствовать о полном участии и согласии местных общин и включать в себя план действий, разработанный в тесном сотрудничестве с носителями традиций для охраны или продвижения соответствующих культурных пространств и форм самовыражения.
В процессе выдвижения кандидатур государствам-членам рекомендуется составить перечень своего нематериального наследия для повышения осведомленности и защиты этих сокровищ. В свою очередь, провозглашенные шедевры получают обязательства ЮНЕСКО по финансированию планов для их сохранения.
Декларации 2001, 2003 и 2005 годов объявили шедеврами в общей сложности 90 видов нематериального наследия по всему миру:
| Провозглашение | Дата              | Председатель жюри                     | Количество полученных файлов кандидатур | Количество объявленных шедевров |
| -------------- | ----------------- | ------------------------------------- | --------------------------------------- | ------------------------------- |
| 1-й            | 18 мая 2001 г.    | Хуан Гойтисоло (Испания)              | 32                                      | 19                              |
| 2-й            | 7 ноября 2003 г.  | Хуан Гойтисоло (Испания)              | 56                                      | 28                              |
| 3-й            | 25 ноября 2005 г. | Принцесса Басма Бинт Талал (Иордания) | 64                                      | 43                              |

## Текущее состояние
Увеличение числа полученных кандидатур и количества шедевров, провозглашаемых каждые два года, означало, что цель ЮНЕСКО по повышению осведомленности о важности защиты нематериального наследия была достигнута. Увеличение числа участвующих государств-членов привело к принятию в 2003 году Конвенции об охране нематериального культурного наследия, которая вступила в силу в 2006 году. Документ по установлению стандартов дополняет Конвенцию о всемирном наследии 1972 года в области защиты нематериальной культуры. ЮНЕСКО создала Репрезентативный список нематериального культурного наследия человечества, следуя успешному примеру программы Конвенции о всемирном наследии. Вступив в силу в 2006 году, Конвенция заменила программу Провозглашения. Все 90 ранее провозглашенных шедевров, которые теперь называются элементами, были представлены в качестве первых записей в новом списке.
Процесс назначения элементов для списка соответствует тем же критериям, что и Провозглашение. Жюри было заменено новым органом — Межправительственным комитетом по охране нематериального культурного наследия.
Кроме того, ЮНЕСКО учредила отдельную программу, определяющую элементы для Списка нематериального культурного наследия, нуждающегося в срочной охране. Несмотря на усилия местного сообщества по их сохранению и защите, нельзя ожидать, что они выживут без немедленной охраны. Организация также учредила фонд для оказания чрезвычайной помощи в целях сохранения таких элементов.
В 2003 году ЮНЕСКО разработала проект Конвенции об охране нематериального культурного наследия, которая обеспечивает международную основу, источники финансирования и стратегический обзор для дальнейшего выявления и защиты шедевров и других нематериальных культурных ценностей. Конвенция вступила в силу в 2006 году и с тех пор была одобрена более чем 130 членами.

## Внешние ссылки
- Официальный сайт
- Юрий Гурьенов. Нематериальное культурное наследие: взгляд из России 2004 год